# Marc Schütrumpf

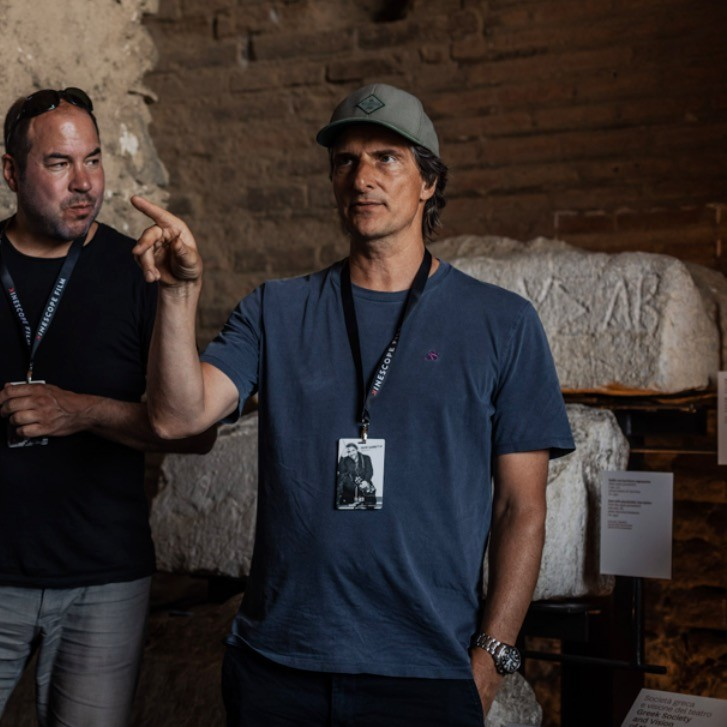
Marc Schütrumpf, 2023

Marc Schütrumpf (* 31. Mai 1972 in Solothurn, Schweiz) ist ein deutscher Live-Regisseur und Filmproduzent.

## Leben
Während seines Kamerastudiums Ende der 1990er-Jahre in Berlin produzierte er erste Multikameraproduktionen mit 16-mm-Film für die Die Ärzte, mit deren Bassist Rodrigo González er mehrere Kurzspielfilme produzierte. Danach arbeitete er für MTV und VIVA 2 und drehte zahlreiche Konzertfilme. Im Jahr 2001 leitete er als Chef vom Dienst und Regisseur die Rock-/Gothicsendung Schattenreich beim Kölner Musiksender onyx.tv.
Schütrumpf gründete 2004 die Filmproduktionsfirma Feschfilm Entertainment, mit der er DVD-Produktionen für Sting, Roger Cicero, Tokio Hotel und Herbert Grönemeyer umsetzte und aus der 2012 die Filmproduktionsfirma Neoxfilm hervorging. Neben seinen Live-Regiearbeiten produzierte er für Neoxfilm Konzertshows und Musik-DVDs für nationale und internationale Künstler wie Linkin Park, Coldplay und Depeche Mode. 2012 wurde die erste Opernpremiere Tristan und Isolde aus Nürnberg sowie die Bayreuther Festspiele erstmalig unter seiner Regie in über 180 Kinos übertragen. Danach produzierte er Konzerte der Bands Keane, Cro, David Garrett und der britischen Soulsängerin Laura Mvula, die weltweit unter Neoxfilm in den Kinovertrieb gingen.
Bis 2019 arbeitete er viele Jahre für das Schweizer Montreux Jazz Festival, bei dem er neben Patti Smith, Van Morrisson, Quincy Jones, Queens of the Stone Age, Al Jarreau, Dua Lipa, Simply Red, The last Internationale und Iggy Pop zahlreiche Jazzkünstler für das Montreux Filmarchiv EPFL filmte. Im März 2020 filmte er im Auftrag der amerikanischen Band Manowar die letzte große Festivalshow vor dem weltweiten Lockdown der Covid-Pandemie beim Hell & Heaven Metal Fest in Mexiko-Stadt, die in 8K aufgezeichnet und mit 12 Digital-Cinema-Kameras produziert wurde. Seit 2022 ist er Regisseur für die Festivals Rock am Ring, Southside, Highfield, Deichbrand und Hurricane. Als TV-Produzent und Live-Regisseur der Jazzopen Stuttgart verantwortet er die filmische Ausrichtung und Vermarktung des Jazz & Beyond Festivals mit Künstlern wie Sting, Al di Meola, Robert Plant, Marcus Miller, Branford Marsalis, Lenny Kravitz, Grace Jones.

## Filmografie (Auswahl)
- 1999: Die Ärzte: Wuhlheide
- 2000: Marilyn Manson
- 2001: HIM
- 2002: David Bowie: 2002 (E-Werk Köln)
- 2002: David Bowie: 2002 (Max Schmeling Halle Berlin)
- 2003: David Bowie: 2003 (Fashion Rocks London)
- 2006: Tokio Hotel, DVD „Schrei“
- 2007: Tokio Hotel, DVD „Zimmer 483“
- 2007: Roger Cicero, DVD „Männersachen live“
- 2008: Herbert Grönemeyer: 12 Live (Musik-DVD des Jahres)
- 2008: Roger Cicero, DVD „Beziehungsweise live“
- 2010: Sting: Live in Berlin (DVD)
- 2011: Nena, DVD „Made in Germany live“
- 2011: Meistersinger von Nürnberg (Liveübertragung und BluRay Produktion / Staatstheater Nürnberg)
- 2012: Linkin Park live aus Berlin (Kinoauswertung USA + Liveübertragung)
- 2012: Live im Kino: Bayreuther Festspiele – Parsifal (Liveübertragung und BluRay)
- 2013: Live im Kino: CRO (Liveübertragung in Kinos)[3]
- 2013: Live im Kino: Bayreuther Festspiele – Der fliegende Holländer (Liveübertragung und BluRay)
- 2013: Placebo / Telekom Street Gigs (Liveübertragung und ProSieben)
- 2013: GQ Award / Berlin (Liveübertragung und Pro7)
- 2014: Cro / Telekom Street Gigs (Liveübertragung und ProSieben Maxx)
- 2014: Clueso / Telekom Street Gigs (Liveübertragung und ProSieben)
- 2014: Live im Kino: Bayreuther Festspiele – Tannhäuser (Liveübertragung und BluRay)
- 2014: PUR auf Schalke (Liveübertragung SKY)
- 2014: Xavier Naidoo (DVD / VOX)
- 2014: Winland (Opera / Beijing)
- 2014: Laura Mvula and the Metropole Orkest (Kinoauswertung) u.v.A.
- 2015: Deichkind / Telekom Street Gigs (Liveübertragung und ProSieben)
- 2015: Söhne Mannheims live in Mannheim (DVD / SWR)
- 2015: Coldplay / Telekom Street Gigs (Liveübertragung und ProSieben)
- 2016: Red Hot Chili Peppers / Telekom Street Gigs (Liveübertragung und ProSieben)
- 2016: Simply Red / Montreux Jazz Festival (Regisseur / Bildmischer)
- 2016: Patti Smith / Montreux Jazz Festival (Regisseur / Bildmischer)
- 2016: PJ Harvey /: Michael Kiwanuka (uk) • Tinariwen (ml/dz)
- 2016: Red Hot Chili Peppers 2016
- 2017: Depeche Mode (Athen, Berlin)
- 2017: Michael Kiwanuka | Montreux Jazz Festival (Regisseur / Bildmischer)
- 2017: Dua Lipa Montreux | Jazz Festival (Regisseur / Bildmischer)
- 2018: Billy Idol | Montreux Jazz Festival (Regisseur / Bildmischer)
- 2017: Erykah Badu | Montreux Jazz Festival (Regisseur / Bildmischer)
- 2017: Telekom Street Gigs – OneRepublic (Livestream)
- 2017: John McLaughlin and Billy Cobham | Montreux Jazz Festival l (Regisseur / Bildmischer)
- 2017: Stream On – Adel Tawil Konzert-Aufzeichnung
- 2018: Julia Engelmann – Jetzt, Baby (DVD)
- 2018: Telekom Street Gigs – Michael Bublé in Concert
- 2018: Hollywood Vampires (Johnny Depp, Joe Perry, Alice Cooper) | Montreux Jazz Festival (Regisseur / Bildmischer)
- 2018: Billy Idol | Montreux Jazz Festival (Regisseur / Bildmischer)
- 2018: Brad Mehldau Trio | Montreux Jazz Festival (Regisseur / Bildmischer)
- 2018: The last Internationale / Montreux Jazz Festival (Regisseur / Bildmischer)
- 2018: Queens of the Stone Age – Montreux Jazz Festival  (Regisseur / Bildmischer)
- 2018: Gregory Porter – Montreux Jazz Festival  (Regisseur / Bildmischer)
- 2019: Von wegen Lisbeth | Tourfinale Columbiahalle Berlin (Regie / BigSensor Liveproduktion)
- 2019: David Garrett: Live in Verona
- 2019: Heroes: Comedyformat ZDF
- 2020: Manowar: 8K Digital Cinema Production in Mexiko-Stadt (RED BigSensor Produktion / Regie & Produktion)
- 2020: Homies: 8-teilige Comedy-Serie ZDFneo
- 2021: Stay Live: 12-teilige Musik-Doku ZDFKultur mit Udo Lindenberg, Inga Humpe, Beatsteaks, Joy Denalane, Thees Ullmann, Danger Dan u.v.A (ARRI Multicam Produktion / Regie & Produktion)
- 2022: Rock am Ring
- 2022: Southside Festival
- 2022: Robert Plant (Jazzopen Stuttgart)
- 2023: FIFA: Doha | World Championship Draw
- 2023: Foo Fighters, Die toten Hosen (Rock am Ring)
- 2023: Highfield Festival
- 2023: David Garrett: Live at Taormina – Sicily
- 2023: Deichbrand Festival
- 2023: Deep Purple, Branford Marsalis (Jazzopen Stuttgart)
- 2023: Manowar (DVD Recording Berlin, Mannheim, Nürnberg)
- 2024: Bad Omens (VEEPS Livestream)
- 2024: Rock am Ring
- 2024: Hurricane Festival
- 2024: Jazzopen mit Jamie Cullum, Sting, Lenny Kravitz, Sam Smith, Marcus Miller, Angelique Kidjo
- 2025: Manowar: 4K Recording
- 2025: Omar Khairat led by maestros Matthew Freeman and Waleed Fayed (Live in Riad)

## Belege
1. ↑  Yumpu.com: MEDIEN BULLETIN 2/2020. Abgerufen am 23. Dezember 2020.
2. ↑  NOW IN ENGLISH: Law And Order For The Perfect Concert Film (in-depth article). In: VALHALLA STUDIOS NY. 15. Juli 2020, abgerufen am 8. April 2021 (amerikanisches Englisch).
3. ↑  Cro im Kino: Stuttgart-Konzert wird live in Kinos übertragen. In: Musikmarkt. 5. September 2013, archiviert vom Original am 19. September 2016; abgerufen am 24. Februar 2021.

| Personendaten    | Personendaten                         |
| ---------------- | ------------------------------------- |
| NAME             | Schütrumpf, Marc                      |
| KURZBESCHREIBUNG | deutscher Filmregisseur und Produzent |
| GEBURTSDATUM     | 31. Mai 1972                          |
| GEBURTSORT       | Solothurn, Schweiz                    |